# 98.8 Kiss FM
KISS FM ist ein privater Hörfunksender aus Berlin. Die zuständige Medienanstalt ist die MABB.

## Programm
KISS FM richtet sich an die junge Zielgruppe der 14- bis 29-Jährigen. Die Station bezeichnet sich selbst als „Home of HipHop & R’n’B“ und spielt in erster Linie Hip-Hop und R’n’B. Das Sendegebiet wird als KISS Nation bezeichnet.

### KISS Cup
Seit 2008 veranstaltet KISS FM jährlich den „KISS Cup“, bei dem die Moderatoren des Senders in sportlichen Disziplinen, unterstützt von Prominenten und Hörern, gegeneinander antreten. 2008 fand der „KISS Cup“ im Fußball, 2009 im Basketball in der Berliner Max-Schmeling-Halle statt. Der „KISS Cup 2010“ sowie die folgenden Jahre fand erneut im Fußball statt. Neben Stars wie Stromae, Felix Jaehn und Die Atzen treten eine Vielzahl an lokalen Acts bei der wohltätigen Aktion an.

### Sonstiges
2006 gründete KISS FM zusammen mit den Berliner Hörfunksendern Berliner Rundfunk 91.4 und 94,3 RS2 das Tochterunternehmen Radio Service Berlin, das sich als Rundfunkdienstleistungsunternehmen versteht und Nachrichten, Musikprogramme sowie Aus- und Fortbildung anbietet.
Im Programm von KISS FM covern die Moderatoren ab und an bekannte Hits aus den Charts, beispielsweise Alors On Kiss oder Frank Zander als Antwort auf den Charterfolg von Barbra Streisand des Dancefloor-Duos Duck Sauce.
Lieder älteren Datums, die gespielt werden, werden als KISS Classics angekündigt.

## Moderatoren
Die Moderatoren von KISS FM duzen die Hörer und nennen meist nur ihre Vornamen.
Aktuelle Crew:
- Big Moe (KISS FM Morningshow)
- Karolina (KISS FM Morningshow)
- Franzi (KISS FM Morningshow)
- Luke (KISS FM Morningshow)
- Mille (Mittags mit Mille, Mille Meets)
- Gianluca (Gianluca Live)
- Aimee (KISS FM Weekend)

Zu den ehemaligen Moderatoren zählt Sebastian Radke, der am 8. April 2015 während seiner laufenden Sendung Die Basty Show kollabierte und wenig später im Krankenhaus starb.

## Kontroversen
2016 geriet der Sender in die öffentliche Kritik, nachdem dieser den jüdischen Autor Shahak Shapira in der Sendung Facetalk mit dem neonazistischen Rapper MaKss Damage konfrontierte. Nach der breiten kritischen Medienberichterstattung gab es, wie in den Berichten beklagt, von Seiten des Senders eine Erklärung, aber keine Entschuldigung. In der Erklärung betonte die KISS-FM-Programmdirektion, dass man „jegliches rechtes Gedankengut ablehnen, verurteilen und abscheulich finden“ würde, aber sich in der Pflicht sehe, „harte und emotional aufreibende Themen nicht auszulassen“. Laut Daniel Fersch, Autor des Artikels in der Welt, lobte die naiv wirkende Radio-Moderatorin den „Nazi-Rapper für seine ‚Toleranz‘“.

## Marktanteile
Zum UKW-Sendegebiet gehören Berlin sowie Teile Brandenburgs. KISS FM erreicht laut der Media-Analyse 48.000 Hörer (Stand Juli 2024) in einer durchschnittlichen Sendestunde (Mo–Fr, 6–18 Uhr).

## Sendersitz
Das Studio befand sich zunächst in einer alten Backstube in Berlin-Neukölln. Der heutige Sitz von KISS FM befindet sich im Gebäude des Einkaufszentrums „Das Schloss“ in Berlin-Steglitz, von wo auch der Berliner Rundfunk 91.4 und 94,3 RS2 gesendet werden.

## Frequenzen
- DAB+ Berlin Kanal 7B (10 kW, Standort: Berliner Fernsehturm), Hamburg Kanal 10D (4 kW, Standort: Heinrich-Hertz-Turm)
- UKW Berlin 98,8 MHz (1 kW, Standort: Berliner Fernsehturm)
- Kabel Berlin 97,90 MHz

Der Sender war anfangs nur über die Kabel-Frequenz 98,45 MHz zu hören. Via DAB+  war KISS FM vom 1. August 2011 bis zum 31. März 2014 deutschlandweit in den jeweiligen Sendegebieten über Kanal 5C zu empfangen. Vom 29. Oktober 2021 bis zum 31. Oktober 2022 war KISS FM auf Kanal 9D im Multiplex „Mein NRW DAB+“ landesweit in Nordrhein-Westfalen zu empfangen. Seit 1. Dezember 2024 ist KISS FM in Hamburg auf Kanal 10D zu empfangen.

## Geschichte
KISS FM ist mit dem Slogan „Only Black Music“ am 1. Januar 1993 gestartet. 1995 wurde KISS FM in der Kategorie „Bester Radiosender“ mit dem Viva Comet ausgezeichnet. Ab 2013 bis Ende 2016 lief jeden Sonntag zwischen 21 und 0 Uhr die Talksendung Facetalk. Die Sendung hatte jeweils ein Thema, zu dem die Hörer anrufen und diskutieren konnten. Die Sendung wurde neben KISS FM auch auf den Radiosendern Energy Sachsen und Delta Radio übertragen. 2015 gewann der Sender den Deutschen Radiopreis in der Kategorie „Beste Comedy“ für die Beitragsreihe „Prenzlauer Berg News“ der beiden Autoren Philipp Volksmund und Jochen Drechsler. 2024 gewann KISS-FM-Moderator Gianluca den Deutschen Radiopreis als „Bester Moderator“.